# Debra Nails
Debra Nails (* 15. November 1950) ist eine US-amerikanische Philosophin und Philosophiehistorikerin.
Nach dem Studium der Philosophie an der Louisiana State University (B.A. 1973, M.A. 1975 mit dem Nebenfach Gräzistik) wechselte sie an die University of the Witwatersrand (Wits), Johannesburg, Südafrika, wo sie 1993 zum Ph.D. in Philosophie promoviert wurde.
Sie war dort bereits 1983 Gastlecturer, 1984 und 1985 University Postdoctoral Research Fellow und von 1986 bis 1988 Tutor und Lecturer (tenured 1988) im Department of Education. Von 1989 bis 1992 war sie schließlich Lecturer and Researcher, an der dortigen Faculty of Arts. 1994 wechselte sie zunächst als Assistant Professor, von 1999 als Associate Professor an das Department of Classics, Philosophy, and Religion des Mary Washington College. Im Jahr 2000 wechselte sie erneut, nunmehr als Associate Professor, von 2004 an als Professor an das Department of Philosophy der Michigan State University. Inzwischen ist sie emeritiert.
Nails arbeitet im Wesentlichen zu Platon, zur Metaphysik, zur feministischen Philosophie und zur Philosophie der Frühen Neuzeit. Bekannt geworden ist sie vor allem durch eine Prosopographie der Figuren in Platons Dialogen und anderer Sokratiker. Sie zählt damit wie Gerald Press zu den Vertretern der „mouthpiece-Theorie“ („Sprachrohr-Theorie“), nach der Platons Ansichten nicht unbedingt direkt aus den Aussagen der Figuren der platonischen Dialoge abzuleiten seien.

## Schriften (Auswahl)
- (Hrsg. mit Harold Tarrant): Second Sailing: Alternative Perspectives on Plato. (Commentationes Humanarum Litterarum 132). Scientiarum Fennica, Helsinki 2015.
- (Hrsg. mit G. A. Press, F. Gonzales, Harold Tarrant): The Bloomsbury Companion to Plato. (Bloomsbury Companions Series). Bloomsbury, 2015.
- (Hrsg. mit James H. Lesher und Frisbee C. C. Sheffield): Plato’s „Symposium“: Issues in Interpretation and Reception. (Hellenic Studies Series 22). Harvard University Press, 2006.
- The People of Plato: A Prosopography of Plato and Other Socratics. Hackett Publishing, Indianapolis and Cambridge 2002.
- Agora, Academy, and the Conduct of Philosophy. (Philosophical Studies Series 63). Kluwer Academic Publishers, Dordrecht 1995.
- (Hrsg. mit A. Shimony): Naturalistic Epistemology: A Symposium of Two Decades. (Boston Studies in the Philosophy of Science Series 100). Reidel, 1987.
- (Hrsg. mit M. Grene): Spinoza and the Sciences. (Boston Studies in the Philosophy of Science Series 91). Reidel, 1986.
- (Hrsg. mit M. A. O’Loughlin und J. C. Walker): Women and Morality. In: Social Research 50:3 (1983).